# Maryna Kolb
Maryna Leonidiwna Kolb (ukrainisch Марина Леонідівна Колб, engl. Transkription Maryna Kolb; * 13. März 1997) ist eine ukrainische Tennisspielerin. Ihre ältere Schwester Nadija ist ihre regelmäßige Doppelpartnerin.

## Karriere
Maryna Kolb spielt überwiegend auf Turnieren der ITF Women’s World Tennis Tour, wo sie zusammen mit ihrer Schwester bereits zehn Titel im Doppel gewann.

## Turniersiege

### Doppel
| Nr. | Datum              | Turnier       | Kategorie   | Belag             | Partnerin   | Finalgegnerinnen                               | Ergebnis          |
| --- | ------------------ | ------------- | ----------- | ----------------- | ----------- | ---------------------------------------------- | ----------------- |
| 1.  | 12. September 2015 | Prag          | ITF $10.000 | Sand              | Nadija Kolb | Tina Tehrani Karolina Wlodarczak               | 6:4, 6:2          |
| 2.  | 1. Oktober 2016    | Chișinău      | ITF $10.000 | Sand              | Nadija Kolb | Weronika Kapschaj Anhelina Schachrajtschuk     | 5:7, 7:5, [10:6]  |
| 3.  | 30. September 2017 | Kiew          | ITF $15.000 | Sand              | Nadija Kolb | Martina Colmegna Michele Zmau                  | 6:2, 4:6, [13:11] |
| 4.  | 25. November 2017  | Minsk         | ITF $15.000 | Hartplatz (Halle) | Nadija Kolb | Manon Arcangioli Alena Tarassowa               | 5:7, 6:4, [10:7]  |
| 5.  | 29. September 2018 | Tschornomorsk | ITF $15.000 | Sand              | Nadija Kolb | Alexandra Perper Anastasia Vdovenco            | 6:4, 6:4          |
| 6.  | 20. August 2022    | Bydgoszcz     | ITF W15     | Sand              | Nadija Kolb | Walerija Oljanowskaja Stefania Rogozińska Dzik | 6:4, 1:6, [10:7]  |
| 7.  | 24. September 2022 | Ceuta         | ITF W15     | Hartplatz         | Nadija Kolb | Lucia Llinares Domingo Olga Parres Azcoitia    | 6:4, 6:2          |
| 8.  | 24. Juni 2023      | Danzig        | ITF W15     | Sand              | Nadija Kolb | Gina Feistel Marcelina Podlińska               | 6:0, 6:1          |
| 9.  | 13. Oktober 2023   | Sevilla       | ITF W25     | Sand              | Nadija Kolb | Cristina Dinu Sapfo Sakellaridi                | 6:1, 6:1          |
| 10. | 21. Oktober 2023   | Faro          | ITF W25     | Hartplatz         | Nadija Kolb | Diāna Marcinkēviča Sapfo Sakellaridi           | 6:4, 6:3          |